# Municipio de Dowling
El municipio de Dowling (en inglés: Dowling Township) es un municipio ubicado en el condado de Knox en el estado estadounidense de Nebraska. En el año 2010 tenía una población de 159 habitantes y una densidad poblacional de 1,7 personas por km².

## Geografía
El municipio de Dowling se encuentra ubicado en las coordenadas 42°34′8″N 97°32′40″O / 42.56889, -97.54444. Según la Oficina del Censo de los Estados Unidos, el municipio tiene una superficie total de 93.56 km², de la cual 93,56 km² corresponden a tierra firme y (0 %) 0 km² es agua.

## Demografía
Según el censo de 2010, había 159 personas residiendo en el municipio de Dowling. La densidad de población era de 1,7 hab./km². De los 159 habitantes, el municipio de Dowling estaba compuesto por el 98,11 % blancos, el 1,26 % eran asiáticos y el 0,63 % eran de una mezcla de razas. Del total de la población el 0 % eran hispanos o latinos de cualquier raza.